# Cueva de Cervantes
La cueva de Cervantes es una cueva situada en la ciudad de Argel, Argelia, donde se ocultó el escritor Miguel de Cervantes en 1577 durante uno de sus intentos de fuga, mientras estaba preso en esta ciudad.

## Intento de fuga de Cervantes
En septiembre de 1575, Miguel de Cervantes fue capturado por unos corsarios berberiscos cuando regresaba, junto con su hermano Rodrigo, a España desde Nápoles tras luchar a las órdenes de Juan de Austria en la marina española. Fue llevado a Argel, y cedido como esclavo a un renegado griego de nombre Dali Mami. Su hermano Rodrigo recuperó la libertad a los dos años gracias a que unos religiosos de España pagaron su rescate, y armó una embarcación para rescatar a Miguel de Cervantes en una playa de Argel a finales de septiembre de 1577. La expedición fracasó al ser avistada la barca en la misma playa, y Cervantes, junto a otros 14 cautivos, se refugió en la llamada cueva del alcaide Hasán, en lo alto del actual barrio de Belouizdad (Belcourt en la época colonial). Fueron traicionados por un hombre apodado El Dorador, y Cervantes volvió a ser apresado. No recobró la libertad hasta el 19 de septiembre de 1580, gracias al pago de 500 escudos, de los que 300 fueron entregados por su familia por medio de dos frailes trinitarios, Juan Gil y Antonio de la Bella.

## La cueva
En 1887, tras el paso de una escuadra española por Argel, su almirante entregó al consulado español una plancha conmemorativa de hierro fundido para que fuera colocada en la entrada de la cueva. En aquella época se dudaba entre dos posibles emplazamientos, por lo que el consulado encargó dos estudios de investigación, en los que participó el geógrafo Oscar Mac Carthy y una comisión compuesta por miembros de la Cámara de Comercio. Concordaron en que en la época del cautiverio de Cervantes existía una cueva secreta en los jardines del alcaide Assán, un griego renegado. La cueva había sido dispuesta por su jardinero, un esclavo llamado Juan, natural de Navarra. El lugar se situaba a tres millas de la puerta de Bab Azun hacia el Levante, en un alto a proximidad del mar. Se colocó la plancha de hierro en un acto oficial; llevaba la inscripción: «Cueva refugio que fue del autor de El Quijote, 1577. El almirante, jefes y oficiales de una escuadra española a su paso por Argel, siendo cónsul general el marqués de González. Año 1887.»
En 1894, la comunidad española de Argel levantó un busto de mármol en homenaje al escritor, que luego desapareció. En su pedestal se podía leer: «Es aquí, según se cree, que buscó asilo con trece compañeros Cervantes, queriendo sustraerse a la cautividad de los piratas argelinos. –La colonia española y sus adoradores de Argel han levantado este modesto recuerdo en testimonio de admiración al talento del escritor insigne, siendo cónsul general de España D. Antonio Alcalá Galiano. 1894.» En 1926 se creó un jardín alrededor de la cueva y se colocó una estela con el escudo de España. Tras unas obras de rehabilitación, el monumento fue reinaugurado en 2006. La operación se llevó a cabo gracias a la cooperación entre las autoridades argelinas y españolas, la embajada española, el Instituto Cervantes y la empresa Repsol-YPF que financió parte de las obras. El emplazamiento de la cueva incluye una explanada, una fuente, una placa conmemorativa y una columna que sostiene un busto de mármol, copia exacta del que se colocó en 1894.
En 2014 se colocó otra placa con una cita de Cervantes extraída de la Historia del cautivo, recogida en El Quijote: «Me dijo en lengua que en toda la Berbería y aún en Constantinopla se habla entre cautivos y moros, que ni es morisca, ni castellana, ni de otra nación alguna, sino una mezcla de todas las lenguas, en la cual todos nos entendíamos»
El ayuntamiento del barrio de Belouizdad y el Instituto Cervantes de Argel velan por la protección de este lugar histórico y han organizado en el jardín de la cueva talleres para escolares sobre la figura y obra de Cervantes. Para el 400 aniversario en 2015 de la publicación de la segunda parte de El Quijote, y del 400 aniversario de la muerte de Cervantes en abril de 2016, elaboraon un programa de actividades culturales que debutó en septiembre de 2014.